# Мищенко, Павел Иванович
Па́вел Ива́нович Ми́щенко (22 января 1853, Темир-Хан-Шура — 1918, Темир-Хан-Шура) — русский военный и государственный деятель, генерал от артиллерии (12.01.1911) , генерал-адъютант (22.10.1904). Участник Туркестанских походов, Туркестанский генерал-губернатор и командующий Туркестанским военным округом.

## Биография
Родился 22 января 1853 года в русской крепости под названием Темир-Хан-Шура в Дагестане. Учился в 1-й Московской военной гимназии, окончил (в 1871 году) 1-е военное Павловское училище, Офицерскую артиллерийскую школу.
После окончания училища начал службу в 38-й артиллерийской бригаде прапорщиком.
В 1873 году участвовал в Хивинском походе.
П. И. Мищенко участвовал в русско-турецкой войне 1877—1878 годов и Ахал-Текинской экспедиции 1880—1881 годов.
С 1890 года назначен был командиром 3-й вылазочной батареи Брест-Литовской крепостной артиллерии.
С 1899 года П. И. Мищенко продолжил службу на Дальнем Востоке, занимая должность помощника начальника охранной стражи Восточно-Китайской железной дороги. В 1900—1901 годах он участвовал в боевых действиях во время «Китайского похода» (подавление «боксёрского восстания»), зарекомендовав себя как опытный и смелый командир. После этого он был произведён в генерал-майоры (2 июня 1901). 22 декабря 1900 года был награждён орденом св. Георгия 4-й степени

«За выдающиеся подвиги во время военных действий в Манчжурии, причем, будучи окружен в Манчжурском районе во много раз превосходящими силами китайцев, успел пробиться с вверенными ему чинами, нанеся китайцам большой урон и не оставил в руках неприятеля трофеев.»
С 1903 года П. И. Мищенко занимал должность командира отдельной Забайкальской казачьей бригады. Во время русско-японской войны в мае и июне 1904 года отдельная Забайкальская казачья бригада, которой он командовал, сдерживала наступление японцев на Гайджоу и Сахотан, во время Ляоянского сражения прикрывала правый фланг русских войск во время отхода к Мукдену. 11 августа 1904 года Мищенко пожалован в Свиту Его Величества, а 21 августа награждён золотой, украшенной бриллиантами шашкой с надписью «За храбрость» «за отражение атаки японцев у Сендяю 10, 13 и 14 июля сего года». 22 октября 1904 года произведён в генерал-лейтенанты с назначением генерал-адъютантом Его Величества. Во время одного из боёв в декабре 1904 года он получил пулевое ранение в ногу (коленную чашечку). В сражении при Сандепу командовал конным отрядом.
Под его командованием в январе 1905 года был совершен, так называемый, Набег на Инкоу — рейд конницы в глубокий тыл противника.
С 17 февраля по 30 августа 1905 года он являлся начальником Урало-Забайкальской сводной казачьей дивизии.
С 9 ноября 1905 года по 5 мая 1906 года — командир сводного кавалерийского корпуса.
С 21 сентября 1906 года по 2 мая 1908 года — командир 2-го Кавказского армейского корпуса.
Со 2 мая 1908 года по 17 марта 1909 года Павел Иванович Мищенко исполнял должность Туркестанского генерал-губернатора и командовал войсками Туркестанского военного округа. В этот период он также являлся наказным войсковым атаманом Семиреченского казачьего войска.
22 сентября (по старому стилю) 1908 года во время манёвров в горной местности в верховьях горной речки Геоми-су близ Ашхабада рядовой Василий Харин произвёл несколько выстрелов боевыми патронами в наблюдавшего за ходом учений в составе группы офицеров командующего войсками ТуркВО П. И. Мищенко. В результате Мищенко получил ранения в ногу, и также был ранен состоявший в свите командующего его ординарец — хорунжий 1-го Кавказского казачьего полка Забей-Ворота.
С 1910 года П. И. Мищенко становится генералом от артиллерии, а в период с февраля 1911 по сентябрь 1912 года исполняет обязанности войскового наказного атамана Войска Донского.
Во время Первой мировой войны командующий сначала 2-м Кавказским армейским корпусом (Кавказская гренадерская и 51-я пехотная дивизии) на Северо-Западном фронте, а затем с марта 1915 года командир 31-го армейского корпуса на Юго-Западном фронте.
Согласно Залесскому, после Февральской революции в связи с процессами «демократизации» армии, выразившееся, например, в образовании советов солдатских депутатов в войсковых частях, и процессами очищения высшего командного состава русской армии от «монархических элементов» П. И. Мищенко был отстранён от поста командира корпуса и уволен от службы по болезни с мундиром и пенсией. В 1917 году уехал на родину в Дагестан. После своей отставки он постоянно носил знаки различия. Когда в 1918 году во время обыска в его доме в Темир-Хан-Шуре представителями новой власти были отобраны его погоны и боевые награды, Павел Иванович Мищенко застрелился.

Приведу пример о двух широко известных, выдающихся, боевых начальниках — командующего 9-й армией Лечицком и ком. корпуса Мищенко. Оба служившие на окраинах нашей необъятной России, особо отличились в японскую войну, которая и выдвинула их на высокие посты. Глубоко военные по духу, проникнутые любовью к военному делу, которому они отдали свою долгую службу Отечеству, всегда скромные, они с тяжелым сердцем покинули свои посты, так как совесть не позволяла им оставаться зрителями разрушения Армии. Лечицкий, старый холостяк, уехал в Вятскую губернию, где его отец был сельским священником, и вскорости умер. Мищенко — к своей жене в Дагестанскую область, где у них был дом с садом. По выступлении коммунистов, хотя местный совдеп относился к нему с уважением, но потребовал снять погоны. Старый, перераненный боевой генерал ответил: «За ограду сада не выхожу, с 10-ти лет привык носить погоны с ними и лягу в гроб». И застрелился.

Через несколько дней после нашего ухода восстановившаяся в Шуре большевистская власть решила обратить внимание на мирно живущего генерала Мищенко. Один из комиссаров, если память мне не изменяет Каргальский, в сопровождении отряда красноармейцев из Астрахани, явился на дачу генерала и вышедшей к нему супруге заявил, что хочет видеть товарища генерала. Генерал Мищенко вышел, как всегда, в офицерской тужурке с погонами и Георгиевским крестом на шее. Первая фраза комиссара была: «Вот что, товарищ, сперва снимите эти побрякушки, а потом будем разговаривать». Красноармейцы вели себя дерзко, вызывающе и пытались сорвать с него погоны. Генерал Мищенко пристально их рассматривал, а затем, не говоря ни слова, повернулся, вошёл к себе в дом, поднялся к себе в комнату и застрелился.

## Набег на Инкоу
Во время Русско-японской войны российское командование разработало план войсковой операции с целью сорвать наступление противника. Для этого в японский тыл был направлен сборный кавалерийский отряд генерала Мищенко в надежде перерезать железнодорожное сообщение японцев на участке Ляохэ — Порт-Артур и помешать переброске их войск. Эта операция вошла в историю под названием «Набег на Инкоу».
Отряд генерал-адъютанта П. И. Мищенко был сформирован из состава кавалерии всех трёх армий и насчитывал около 75 сотен и эскадронов с 22 конными орудиями и 4 пулемётами. В состав отряда вошли Урало-Забайкальская казачья дивизия, Кавказская конная бригада (перед этим одна сотня её Терско-Кубанского казачьего полка была расформирована из-за беспорядков), 4-я Донская казачья дивизия, Приморский драгунский полк, несколько конно-охотничьих команд сибирских стрелков, сборная сотня дивизиона разведчиков главнокомандующего, четыре полусотни конной пограничной стражи, конно-сапёрная команда. Артиллерия отряда состояла из двух забайкальских казачьих батарей, одной конной батареи и поршневой пешей полубатареи. Всего отряд насчитывал 7 с небольшим тысяч человек. Главной целью рейда было разрушение железной дороги, в том числе и железнодорожных мостов, на участке Ляоян — Ташичао — Дальний и тем самым затруднить переброску осадной 3-й японской армии из под Порт-Артура. Вступая по пути в частые перестрелки и непродолжительные стычки с японцами и хунхузами, 30 декабря 1904 года отряд генерала П. И. Мищенко беспрепятственно подошёл к городу-порту Инкоу. По сведения лазутчиков, там «было сосредоточено запасов на 2, а то и на 20 млн рублей». Для атаки, назначенной на вечер, выделялось 15 эскадронов и сотен, остальные находились в резерве. «Штурмовой колонне было послано приказание взорвать все что можно и уходить». Перед атакой русская конная артиллерия обстреляла Инкоу и подожгла многочисленные армейские склады, которые горели несколько суток. Однако пламя пожара осветило местность, и японцы повели по атакующей русской коннице прицельный огонь и отбили атаку. На помощь были выдвинуты эскадроны Нежинских драгун. Однако слабый, сборный отряд конницы, части которого не учились и не практиковались в наступлении спешенным боевым порядком, бросился в лоб на укрепившуюся и приготовившуюся к встрече пехоту и был отбит с большим уроном. Мищенко хотел повторить атаку в конном строю большими силами, но ему сообщили с линии дозоров, что на выручку гарнизона Инкоу спешит из близкого Ташичао большой японский отряд. Русской коннице пришлось отступить от горящего во многих местах города Инкоу и начать отход в расположение
Маньчжурской армии. Маршал Ояма, обеспокоенный такой глубокой диверсией противника, начав маневрировать тыловыми войсками, пытался перехватить конный отряд генерала П. И. Мищенко. Во время отступления в деревне Синюпученза дивизия была окружена японскими войсками. В последнем сражении отличились 24-й и 26-й донские полки, заставившие противника отступить. 16 января конница вместе с остальными частями отряда вернулись в расположение русских войск.
Результаты набега русской конницы оказались скромными. За 8 дней отряд проделал путь в 270 километров. Во время рейда было разгромлено несколько японских воинских команд, уничтожено до 600 обозных арб с воинскими припасами, подожжены склады в портовом городе Инкоу, в ряде мест нарушена телефонная и телеграфная связь противника, пущено под откос два поезда, взято 19 пленных. За время набеговой операции отряд в боях потерял убитыми и ранеными 408 человек и 158 лошадей.
Главную цель рейда конный отряд не выполнил: разрушенное во многих местах железнодорожное полотно японские ремонтные бригады восстановили всего за 6 часов. Армия генерал-полковника Ноги, которая после овладения Порт-Артуром находилась в приподнятом боевом настроении, была беспрепятственно перевезена по железной дороге из Квантуна на поля Маньчжурии.

Соратники Павла Ивановича считали этот рейд единственной неудачной операцией проведённой под его командованием. Однако, несмотря на то, что Инкоу взять не удалось, Мищенко сумел избежать окружения и уберёг сводный отряд от полного уничтожения.

## Генерал-губернатор
После русско-японской войны в мае 1908 года Павел Иванович назначается туркестанским генерал-губернатором. Этот пост он совмещает с должностями командующего войсками Туркестанского военного округа и наказного атамана Семиреченского казачьего войска. То есть становится, по сути дела, безраздельным хозяином среднеазиатских владений Российской империи.
Используя предоставленную ему безграничную власть, Павел Иванович многое делал «для процветания вверенных ему земель». И немало преуспевает в этом. Наградой за труды на военно-административном поприще становится российский орден Св. Владимира 2-й степени от российского монарха и орден Искандер-Салис, пожалованный боевому генералу бухарским эмиром.
Однако в следующем, 1909 году Туркестан посещает сенатор граф Пален. Высокопоставленный государственный чиновник обвиняет Мищенко в мягкотелости и потворничестве туземцам в ущерб интересам империи. Прямодушный генерал-губернатор высказывает в лицо «петербургскому павлину» все, что о нём думает и… подаёт рапорт об отставке. Она принимается, но лишь на время. Вникнув в суть конфликта, Николай II производит Павла Ивановича в генералы от артиллерии и назначает наказным атаманом казачьего Войска Донского, одновременно жалуя ему орден Белого орла.
Добросовестно исполняя обязанности по новой административной должности, Мищенко явно тяготится ею, испрашивая, как величайшую милость, перевод в войска. И осенью 1912 года получает новое назначение — становится командующим 2-м Кавказским армейским корпусом. Во главе которого и встречает Первую мировую войну.

## Первая мировая война
В августе 1914 года корпус генерала Мищенко перебрасывается на Северо-Западный фронт. И через пару месяцев оказывается в самом пекле сражения в Августовских лесах. Поначалу его ход складывался благоприятно для русских армий. 2-й Кавказский и 22-й армейский корпуса нанесли фронтальный удар в районе Сопоцкин — Копциово — Сувалки и заняли город Августов.

«В этих проклятых лесах русские показали свои волчьи зубы, — писал в своём дневнике впоследствии убитый германский офицер. — Мы думали сначала, что это японцы, потом оказалось, что это были кавказские черкесы».
Это были части 2-го Кавказского армейского корпуса под командованием Мищенко, получившие у врага наименование «желтых дьяволов» из-за цвета погон. В первых же боях они захватили около трёх тысяч пленных и 20 орудий.
На какое-то время фронт стабилизировался. Немцы использовали передышку для перегруппировки и накапливания сил. И во второй половине ноября нанесли ответный удар страшной силы.

«Дело едва не обернулось катастрофой, — писал в своих мемуарах один из офицеров штаба Северо-Западного фронта. — Германская 9-я армия прорвала фронт, но свой успех развить не смогла. Её удар пришелся по лучшему из наших корпусов — 2-му Кавказскому генерала Мищенко. Макензен наскочил на „желтых дьяволов“. Старые полки кавказских гренадер и молодые 51-й дивизии отбили десятки атак свежих померанских и вюртембергских дивизий. 2-й Кавказский корпус истёк кровью, его дивизии были сведены каждая в батальон, но ни пленных, ни единого орудия врагу не досталось. Побоище 21-29 ноября было самым ожесточенным из всех бывших до сих пор. После него Кавказская гренадерская дивизия была сведена в пять рот, 51-я — в четыре роты. И эти сводные роты продолжали драться!»— [militera.lib.ru/h/kersnovsky1/15.html Керсновский А.А. «Первая зимняя кампания»]
После фактической гибели своего корпуса генерал Мищенко прибыл в Ставку прямо с передовой. И там дал волю эмоциям… После чего последовало отрешение Павла Ивановича от должности «за открытое осуждение действий верховного командования» и… награждение орденом Св. Александра Невского с мечами.
Временное бездействие генерала длилось недолго: уже в марте 1915 года он был назначен командиром вновь формируемого 31-го армейского корпуса. Во главе этого соединения Павел Иванович провоевал два года. Его корпус принимал участие в знаменитом Брусиловском прорыве, разгромив несколько вражеских дивизий под Пинском.

## Награды
- Орден Святой Анны 3-й степени с мечами и бантом (1874)
- Орден Святого Владимира 4-й степени с мечами и бантом (1880)
- Орден Святого Станислава 2-й степени (1887)
- Орден Святой Анны 2-й степени (1893)
- Орден Святого Георгия 4-й степени (22.12.1900)
- Орден Святого Владимира 3-й степени с мечами (1903)
- Золотая шашка с надписью "За храбрость", украшенная бриллиантами (21.08.1904)
- Орден Святого Станислава 1-й степени с мечами (1904)
- Орден Святой Анны 1-й степени с мечами (ВП 23.08.1905)
- Орден Святого Владимира 2-й степени (ВП 06.12.1908)
- Орден Белого орла (1911)
- Мечи к ордену Белого орла (ВП 17.09.1915)
- Орден Святого Александра Невского с мечами (ВП 25.10.1914)

## Мнения и оценки
Известный российский генерал Деникин характеризовал Мищенко следующим образом:

Совершенно исключительным обаянием среди подчинённых пользовался во время японской войны ген. П. И. Мищенко. Человек большой храбрости, добрый, вспыльчивый и доверчивый. Любил офицеров и казаков сердечно, заботился о них и берёг их. Каждый в отряде мог быть уверен, что и на походе и на биваке он лично наблюдает за надёжным охранением… Внутренне горячий и внешне медлительно спокойный в бою — он одним своим видом внушал спокойствие дрогнувшим частям… Популярность ген. Мищенки, в связи с успехами его отряда (кроме неудачного Инкоусского набега), распространялась далеко за пределами его…